# Thực phẩm thiết yếu

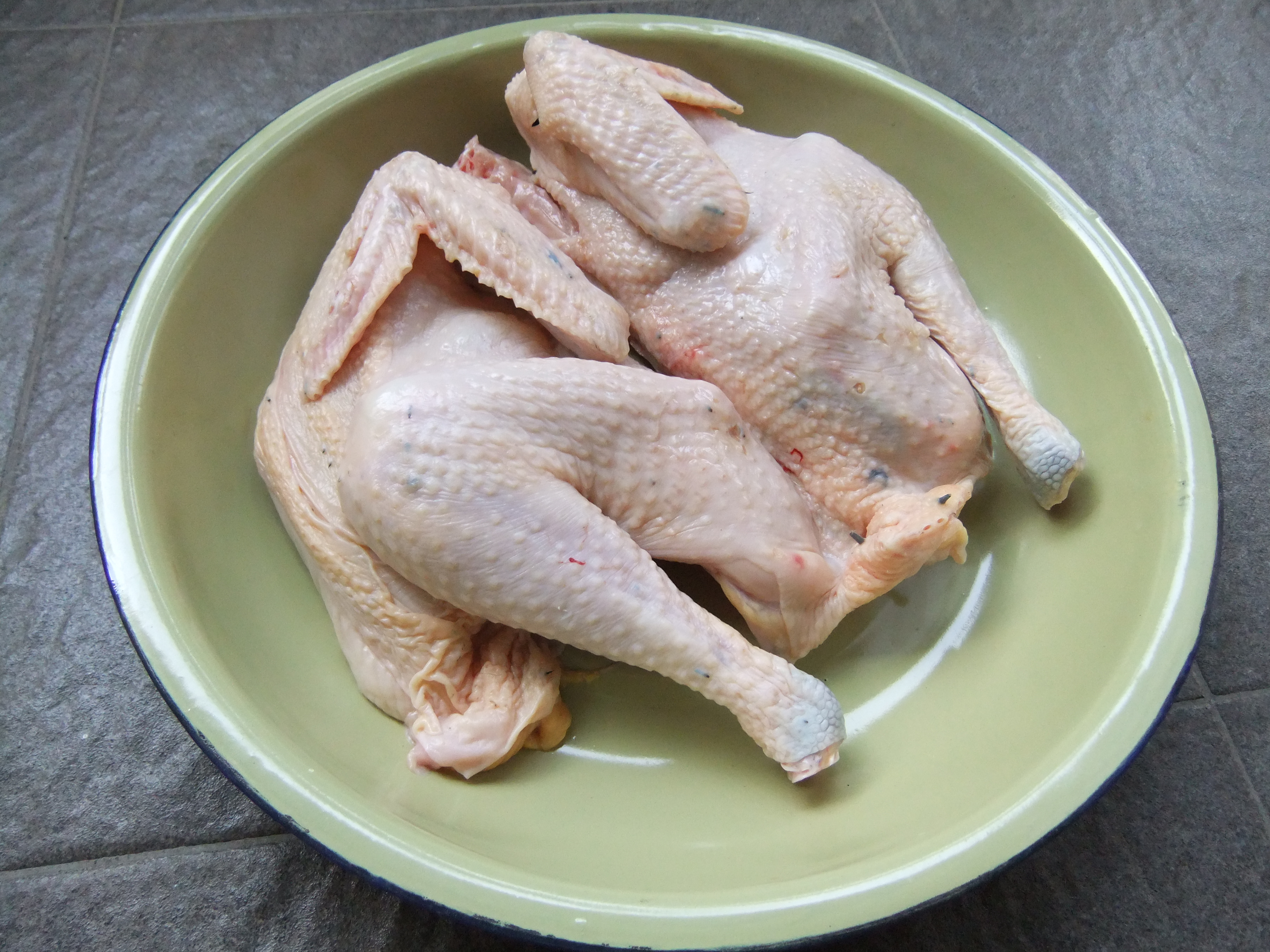
Thịt gà

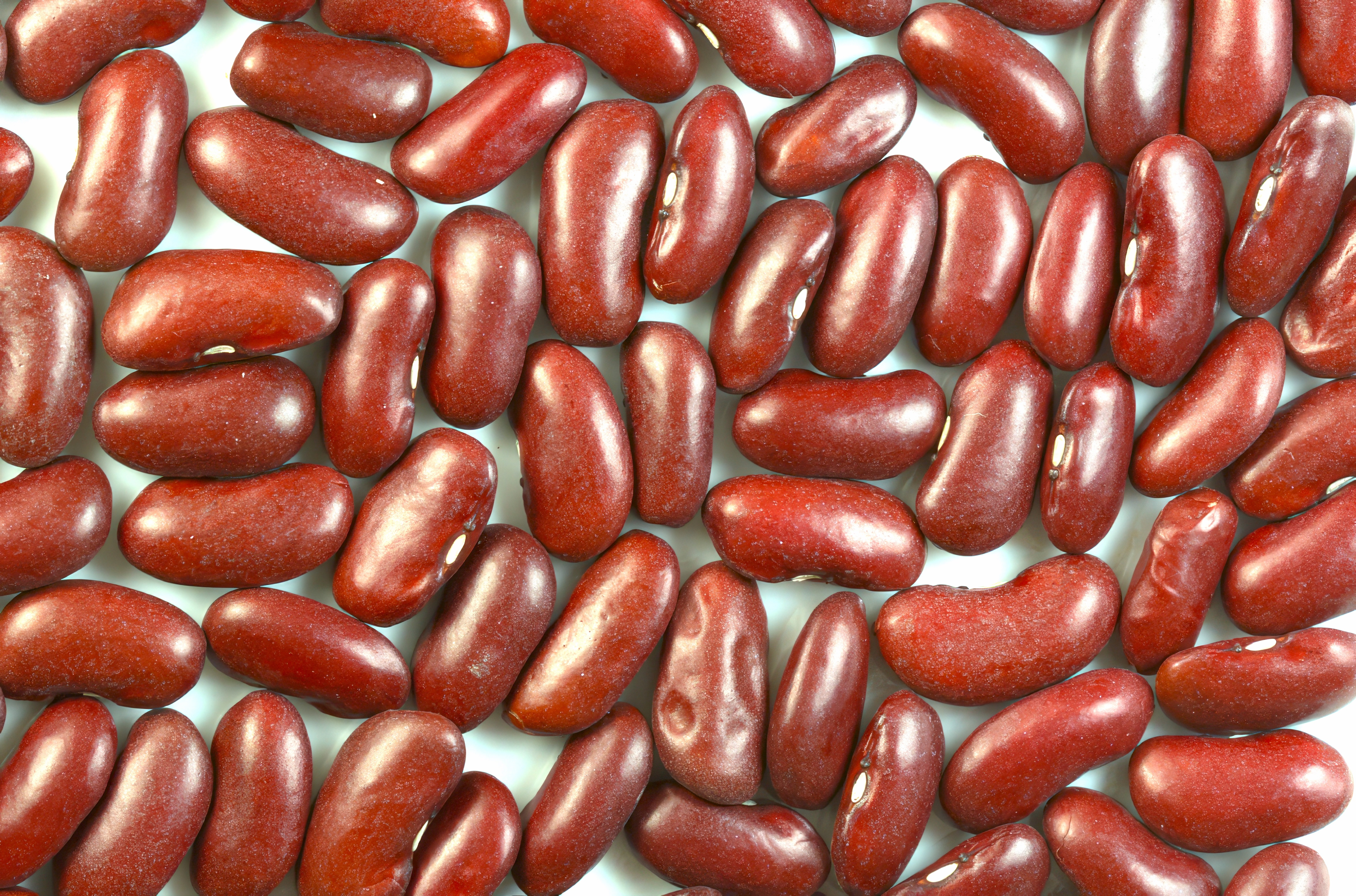
Đậu tương đỏ

Thực phẩm thiết yếu hay thực phẩm cơ bản là các loại lương thực, thực phẩm (chủ yếu là lương thực) được con người dùng làm thức ăn thường xuyên và với số lượng lớn, mang tính ổn định, lâu dài và bản thân các loại thực phẩm này cấu tạo thành một thành phần không thể thiếu của chế độ ăn uống và là các món chính trong bữa ăn hàng ngày. Đây là một trong những mặt hàng nhu yếu phẩm của xã hội, cũng như những mặt hàng có tầm quan trọng, chiến lược trong nền kinh tế của các quốc gia và cũng là những mặt hàng dễ tăng giá và có tác động rất lớn đến đời sống con người.

## Đặc điểm
Những loại thực phẩm thiết yếu này cung cấp một tỷ lệ cao năng lượng và dinh dưỡng đáp ứng nhu cầu hàng ngày của con người cũng như các loài gia súc, gia cầm, vật nuôi. Hầu hết con người tồn tại dựa trên một chế độ ăn uống có một hoặc nhiều thực phẩm thiết yếu. Thực phẩm thiết yếu có thể thay đổi theo quan điểm tùy nơi nhưng là loại thực phẩm có sẵn, cung cấp một hoặc nhiều các dưỡng chất cần thiết cho sự sống còn và sức khỏe của con người là: carbohydrate, protein, và chất béo.
Các thực phẩm thiết yếu có thể kể đến là ngũ cốc, củ, đậu, hoặc hạt... là các loại lương thực chủ yếu của một xã hội cụ thể có thể được tiêu thụ thường xuyên mỗi ngày, hoặc mỗi bữa ăn. Nhiều nền văn minh sớm gắn với văn minh nông nghiệp và lương thực là chủ yếu bởi vì ngoài việc cung cấp cần thiết dinh dưỡng, các loại lượng thực thường có thể được lưu trữ trong một thời gian dài. Mặc dù bổ dưỡng nhưng thực phẩm thiết yếu thường không tự cung cấp đầy đủ các chất dinh dưỡng vì vậy cần phải được bổ sung vào chế độ ăn uống các thực phẩm khác như rau, thịt, cá....để tránh suy dinh dưỡng hoặc thiếu vitamin.

## Một số loại

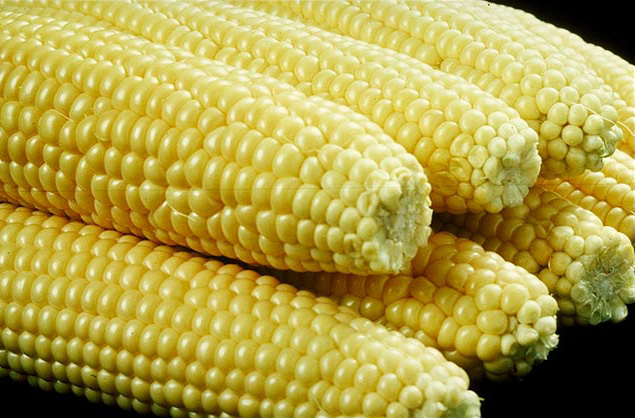
Bắp

Đến nay, hầu hết các loại thực phẩm cơ bản chủ yếu xuất phát từ các loại ngũ cốc như lúa, lúa mì, lúa mạch, lúa mạch đen, ngô cùng các loại củ giàu tinh bột và các loại rau như: khoai tây, khoai lang, khoai môn, sắn.
Các thực phẩm khác bao gồm các loại đậu khô, cao lương, và các loại trái cây như chuối, Táo tây cũng là loại trái cây có độ phổ biến... Thực phẩm thiết yếu cũng có thể thêm các loại tùy thuộc vào khu vực địa lý, sinh thái như rau dền, rau máu, dầu ô liu, dầu dừa và đường.
Gạo là mặt hàng thực phẩm thiết yếu phổ biến nhất chủ yếu sử dụng để nấu chín thành cơm cung cấp thực đơn phổ biến cho toàn cầu, nhất là các nước ở châu Á. Còn lại hầu hết các loại ngũ cốc khác được xay thành các loại bột như bột mì hoặc bột lúa mì được sử dụng để làm cho bánh mì, mì hoặc mì ống đặc biệt phổ biến ở các nước châu Âu, châu Phi. Bắp phổ biến ở châu Mỹ và có hình thức bột bắp. Các loại rau củ nghiền có thể được sử dụng để bổ sung vào các món ăn như cháo, súp.... (đặc biệt là đậu xanh) và các loại rau củ giàu tinh bột cũng có thể được thực hiện thành bột.
Ngày nay, các mặt hàng thực phẩm thiết yếu có chủng loại ngày càng rộng hơn như bao gồm các mặt hàng chủ yếu như thịt heo, thịt gia cầm, gia súc, thủy hải sản. Trong các loại thịt thì thịt heo là phổ biến nhất, kế đến là thịt gà và thịt bò.
|          |            | Sản lượng thế giới 2008 | Sản lượng trung bình 2010 | Sản lượng cao nhất đạt được 2010 | Sản lượng cao nhất đạt được 2010 |
| -------- | ---------- | ----------------------- | ------------------------- | -------------------------------- | -------------------------------- |
| Thứ hạng | Sản lượng  | Tấn                     | Tấn trên hécta            | Tấn/hecta                        | Quốc gia                         |
| 1        | Bắp (ngô)  | 823 triệu               | 5.1                       | 28.4                             | Israel                           |
| 2        | Lúa mì     | 690 triệu               | 3.1                       | 8.9                              | Hà Lan, Bỉ                       |
| 3        | Gạo        | 685 triệu               | 4.3                       | 10.8                             | Úc                               |
| 4        | Khoai tây  | 314 triệu               | 17.2                      | 44.3                             | Mỹ                               |
| 5        | Sắn        | 233 triệu               | 12.5                      | 34.8                             | Ấn Độ                            |
| 6        | Đậu tương  | 231 triệu               | 2.4                       | 3.7                              | Thổ Nhĩ Kỳ                       |
| 7        | Khoai lang | 110 triệu               | 13.5                      | 33.3                             | Senegal                          |
| 8        | Cao lương  | 66 triệu                | 1.5                       | 12.7                             | Jordan                           |
| 9        | Khoai      | 52 triệu                | 10.5                      | 28.3                             | Colombia                         |
| 10       | Chuối      | 34 triệu                | 6.3                       | 31.1                             | El Salvador                      |